# Konstantyn Kantakuzen
Konstantyn Kantakuzen (rum. Constantin Cantacuzino; zm. 1877) – kajmakam Wołoszczyzny w latach 1848–1849.
Pochodził z potężnego rumuńskiego rodu Kantakuzenów, który wydał kilku hospodarów wołoskich, szczególnie na przełomie XVII i XVIII wieku. We wrześniu 1848 został mianowany przez Turków kajmakamem Wołoszczyzny – po stłumieniu przez tureckie wojska rumuńskiej Wiosny Ludów. Pełnił tę funkcję do wyboru nowego hospodara (Barbu Știrbei, jednak faktyczne rządy sprawowali jednak Rosjanie i Turcy, których wojska stacjonowały na Wołoszczyźnie, a przedstawiciele opracowywali nowy ustrój kraju.